# Kurśke
Kurśke (ukr. Курське, ros. Курское, Kurskoje) – wieś na Ukrainie, w Autonomicznej Republice Krymu (de iure stanowiącej integralną część państwa ukraińskiego, w 2014 anektowanej przez Rosję i odtąd funkcjonującej jako Republika Krymu), w rejonie biłohirskim. W 2001 liczyła 1310 mieszkańców, wśród których 41 wskazało jako ojczysty język ukraiński, 884 rosyjski, 377 krymskotatarski, 2 mołdawski, 2 bułgarski, 1 białoruski, 1 ormiański, 1 polski, a 75 inny. Według spisu ludności przeprowadzonego przez okupacyjne władze rosyjskie populacja wsi w 2014 wynosiła 1204 osoby.